# New Ross, Indiana
New Ross är en ort (town) i Montgomery County i delstaten Indiana, USA.
Basketspelaren Howie Williams som blev olympisk mästare i Helsingfors 1952 föddes 1927 i New Ross.